# Édouard Le Guen
Édouard Le Guen est un homme politique français né le 31 août 1826 à Brest (Finistère) et décédé le 6 février 1918 à Brest

## Biographie
Avocat à Brest, il se présente sans succès comme candidat monarchiste aux élections de 1871 puis à une élection partielle en 1873. Par contre, il est élu sénateur du Finistère de 1882 à 1894, où il siège à droite, intervenant souvent dans les débats.

## Sources
- « Édouard Le Guen », dans Adolphe Robert et Gaston Cougny, Dictionnaire des parlementaires français, Edgar Bourloton, 1889-1891 [détail de l’édition]
- « Édouard Le Guen », dans le Dictionnaire des parlementaires français (1889-1940), sous la direction de Jean Jolly, PUF, 1960 [détail de l’édition]